# كين ميتسودا
كين ميتسودا (باليابانية: 三津田健) ممثل ياباني من مواليد 29 أبريل عام 1902، وتوفي بتاريخ 28 نوفمبر عام 1997، وشارك في عدة أفلام ومنها «ذا باد سليب وال» و المأمور سانشو.

## أعماله
- المأمور سانشو (1954)

## وصلات خارجية
- كين ميتسودا على موقع IMDb (الإنجليزية)
- كين ميتسودا على موقع روتن توميتوز (الإنجليزية)
- كين ميتسودا على موقع ألو سيني (الفرنسية)
- كين ميتسودا على موقع قاعدة بيانات الفيلم (الإنجليزية)